# Louis-Jean Cormier
Pour les articles homonymes, voir Cormier (homonymie).
Louis-Jean Cormier, né le 26 mai 1980 à Sept-Îles, est un auteur-compositeur-interprète québécois.

## Biographie
Louis-Jean Cormier est né et a grandi sur la Côte-Nord avec sa sœur Amélie Cormier, maintenant enseignante, dans une famille mélomane. Son père, Marcel, était prêtre avant de fonder une famille et d'initier son fils à la musique de Félix Leclerc, Gilles Vigneault, Jean-Pierre Ferland et Robert Charlebois, entre autres. Son père est aussi un grand amateur de musique classique et de chant choral. Sa mère, originaire de Petite-Vallée, est née dans la Maison Lebreux, une auberge pour artistes et touristes pendant le Festival en chanson de Petite-Vallée. C'est grâce à ce lien familial qu'il observera, au cours de nombreux étés, des artistes faire leurs tests de son et qu'il prendra des repas avec eux à l'auberge. Dès l'âge de 2 ans, Louis-Jean Cormier commence à jouer du piano. Sa tante Lorette deviendra sa professeure. Son cousin, Alan Côté, lui apprend à jouer de la guitare à l'aide des chansons de Ferland et de chansons traditionnelles.
En 1994, avec son cousin Hubert, il joue pour la première fois devant une foule dans le cadre du Festival en chanson de Petite-Vallée, rendant hommage à Michel Rivard, l'une de ses influences. À cette époque, il rêve d'être réalisateur d'albums. En 1998, alors qu'il étudie le jazz au Cégep de Saint-Laurent à Montréal, il forme Karkwa avec des amis. Le groupe dura pendant presque 15 ans. Sa cohorte au Cégep inclut Ariane Moffat, Marie-Pierre Arthur et Olivier Langevin. Karkwa participe à quelques concours dont Cégeps en spectacle en 1999. La formation entame alors une première pause tandis que Cormier poursuit momentanément avec Kalembourg. En 2001, Karkwa revient à l'avant-scène en participant aux Francouvertes. Lors d'une autre pause du groupe au début des années 2000, Louis-Jean Cormier tourne avec Vincent Vallières en tant que guitariste-accompagnateur. Vallières l'expose à la musique de Bob Dylan et de Neil Young, poussant Cormier à écrire des chansons plus « simples ». Avec l'album de Karkwa Les Chemins de verre, qui reçoit en 2010 le prix de musique Polaris, Louis-Jean Cormier se fait connaître du grand public. L'année suivante, Karkwa marque une nouvelle pause.
Le 18 septembre 2012, Louis-Jean Cormier entame une carrière solo avec la parution de son album Le treizième étage,. À l'hiver 2014, il est un des « coachs » à l'émission de télévision La Voix. Le 23 mars 2015, il sort Les grandes artères, son deuxième album solo. La même année, il appuie Alexandre Cloutier dans la course à la chefferie du Parti Québécois. Il lui réitère son appui l'an suivant pour sa deuxième tentative.
En 2016, il annonce la séparation de son couple avec sa gérante, Krista Simoneau, la mère de ses deux enfants. Cette même année, il ouvre son studio à Montréal, le studio Dandurand, avec ses collègues Marc-André Larocque et Guillaume Chartrain. Il vit alors une fatigue professionnelle et prendra deux années sabbatiques.
En 2018, Louis-Jean Cormier sème la controverse en répondant à une question sur la parité homme-femme dans la programmation des festivals dans La Presse+, se disant « très ambivalent et [ne sachant pas] où [s]e positionner tant que ça ». Après une réaction vive de Laurence Nerbonne et en se relisant, Louis-Jean Cormier publie une excuse sur sa page Facebook, avouant qu'il avait l'air de « gros mononc débile et arriéré ». En 2019, son couple avec l'animatrice Rebecca Makonnen devient officiel après deux ans de rumeurs. Quand la nuit tombe, son troisième effort solo, sort le 20 mars 2020. Un peu plus d'un an plus tard, le 16 avril 2021, il lance Le ciel est au plancher, son quatrième album fortement inspiré par le deuil du décès de son père.
En 2023, Louis-Jean Cormier se réunit avec son ancien groupe Karkwa. Ils font un grand retour et annonce leur nouvel album Dans la seconde .
Il est périodiquement invité d'honneur à l'émission humoristique La soirée est (encore) jeune.
Il maintient une tradition (remontant aux albums de Karkwa) avec Marie-Pierre Arthur où les deux apparaissent sur les albums de l'une et de l'autre. Du côté Cormier, les chansons concernées sont : « Bull's Eye » (2012); « Faire semblant » (2015); « Je me moi » (2020). Et du côté Arthur : plusieurs chansons de son album éponyme sorti en 2009; « Si tu savais », « Pour une fois » (2012);  «Il », « Comme avant » (2015); « Puits de lumière » (2020).

## Discographie

### Autres projets
- 2008 : Participation à l'album/hommage à Gaston Miron 12 hommes rapaillés en tant que réalisateur. Il chante aussi La route que nous suivons
- 2008: Il compose le thème de campagne du Parti québécois aux élections de 2008. Il est chanté par l'acteur Emmanuel Bilodeau[19]. La pièce n'a jamais été endisquée par Karkwa, mais est jouée en spectacle et s'intitule Étendu sur le sol[20].
- 2010 : Participation à la suite de 12 hommes rapaillés Volume 2 à nouveau en tant que réalisateur et interprète de Au long de tes hanches
- 2013 : Réalisation de l'album éponyme de Lisa Leblanc
- 2013 : Entre ici et là, chanson écrite dans le cadre de l'émission Tu m'aimes tu? sur diffusée Radio-Canada
- 2013 : Au bord du récif, chanson écrite dans le cadre de l'émission Les voix humaines diffusée sur ARTV
- 2013 : Réactualisation de Ce soir l'amour est dans tes yeux dans le cadre du Gala de l'ADISQ 2013. Selon Cormier, ce morceau est son enregistrement le plus écouté[21].
- 2013 : Réalisation de l'album Le choix de l'embarras de David Marin
- 2015 : Réalisation de l'album Portraits de famine de Philippe Brach[22].
- 2018 : Réalisation d'une nouvelle création du Cirque Éloize basée sur l’œuvre musicale de Serge Fiori
- 2018 : Coréalisation de l'album Vu d'ici de Petula Clark avec Antoine Gratton
- 2019 : Composition de la musique du film Kuessipan de Myriam Verreault qui a obtenu le Prix du meilleur long métrage et une Mention spéciale pour l’interprétation au Festival international du film d'Aubagne - Music & Cinema 2020[23].
- 2022 : Réalisation de l'album Tipatshimushtunan de Matiu
- 2022 : Composition et interprétation de la chanson Les doigts en cœur pour Une chanson à l'école, dans le cadre des Journées de la culture, une initiative de Culture pour tous[24].

## Télévision
- 2012 : 12 hommes rapaillés : participant[25]
- 2014 : La Voix : coach
- 2017 : Microphone Saison 1
- 2018 : Microphone Saison 2

## Prix et distinctions
2006
- Réalisateur de l'année pour Les tremblements s'immobilisent (Prix Félix)
- Prise de son pour Les tremblements s'immobilisent (Prix Félix)
- Auteur-compositeur de l'année pour Les tremblements s'immobilisent (Prix Félix)

2008
- Artiste de l'année (GAMIQ)
- Auteur-compositeur de l'année pour Le volume du vent (GAMIQ)
- Album indie-rock de l'année pour Le volume du vent (GAMIQ)
- Album alternatif de l'année pour Le volume du vent (Prix Félix)
- Auteur-compositeur de l'année pour Le volume du vent (Prix Félix)
- Groupe de l'année, Karkwa (Prix Félix)
- Vidéoclip de l'année pour Échapper au sort (Prix Félix)
- Prix de la chanson écho pour Oublie pas (SOCAN)

2009
- Spectacle de l'année, auteur-compositeur-interprète (Prix Félix)
- Vidéoclip de l'année pour La façade (Prix Félix)

2010
- Meilleur album de l'année au Canada pour Les chemins de verre (Prix Polaris)
- Album alternatif de l'année pour Les chemins de verre (Prix Félix)

2013
- Album francophone de l'année (Prix Juno)
- Prix de la critique pour Le Treizième étage (Prix Félix)
- Auteur-compositeur de l'année pour Le treizième étage, avec Daniel Beaumont (Prix Félix)
- Album rock de l'année pour Le treizième étage (Prix Félix)
- Spectacle de l'année auteur-compositeur-interprète pour sa tournée Le treizième étage (Prix Félix)

2017
- L'album Les grandes artères obtient l'un des 15 Coups de Coeur 2017 décernés par le groupe Chanson de l'Académie Charles-Cros le 14 avril 2017 au Théâtre de Pézenas dans le cadre du Printival Boby Lapointe[26].

2020
- Album de l'année pour Quand la nuit tombe ( Prix Félix )
- Prix adulte contemporain ( Prix Félix )
- Prix de l'auteur ou du compositeur de l'année ( Prix Félix )[27]

2021
- Album de l'année - Adulte contemporain pour Le ciel est au plancher[28]